# モンテメーゾラ
モンテメーゾラ（イタリア語: Montemesola）は、イタリア共和国プッリャ州ターラント県にある、人口約3,800人の基礎自治体（コムーネ）。

## 地理

### 位置・広がり

#### 隣接コムーネ
隣接するコムーネは以下の通り。
- グロッターリエ - 東
- ターラント - 南
- スタッテ - 西
- クリスピアーノ - 北西